# 9403 Sanduleak
9403 Sanduleak là một tiểu hành tinh có quỹ đạo quanh Mặt Trời. Nó được đặt theo tên nhà thiên văn học Hoa Kỳ Nicholas Sanduleak.